# Playa de Torimbia

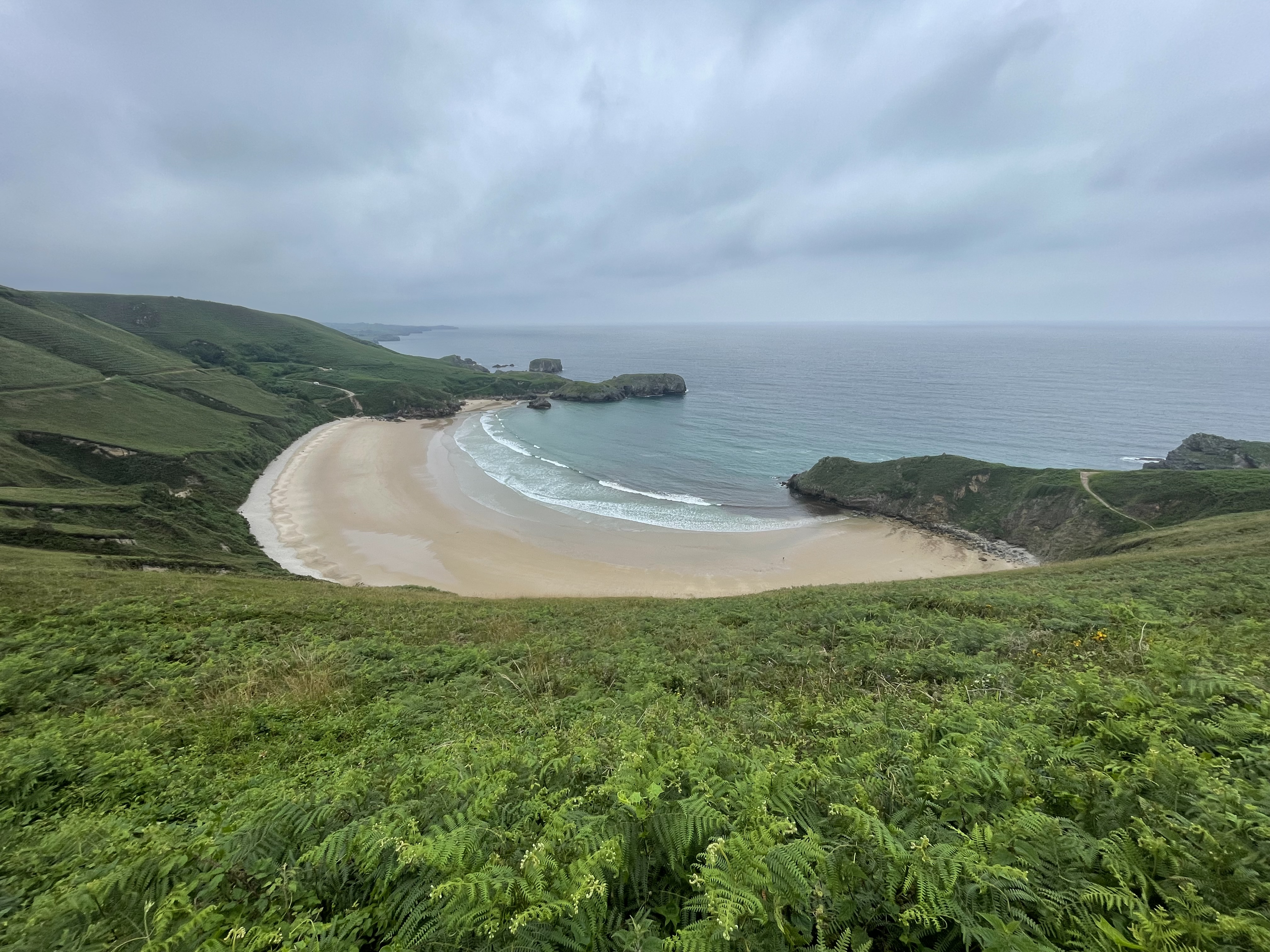
Playa de Torimbia (vista de gran angular)

La playa de Torimbia, conocida generalmente como Torimbia, está situada en la localidad de Niembro (concejo de Llanes, Asturias, España).
Es una playa que está considerada paisaje protegido, desde el punto de vista medioambiental (por su vegetación). Por este motivo está integrada en el «Paisaje Protegido de la Costa Oriental de Asturias», al igual que las estribaciones orientales de la sierra de Cuera, a escasa distancia y que confieren al paisaje de la playa un atractivo más.
Es una de las playas naturistas más emblemáticas del litoral cantábrico.

## Descripción
Por sus cualidades está clasificada como playa natural, su entorno paisajístico es agreste, bello y espectacular, que se ve aumentado por la presencia de un acantilado de más de 50 metros cerrándola, lo cual es normal dada la proximidad de la playa de la vertiente norte de la sierra plana de Los Llanos. Se trata de una de las playas nudistas más emblemáticas de todo el litoral cantábrico, así como uno de los arenales naturistas mejor considerados de España.
Para poder acceder a la playa hay que atravesar la población de Niembro, y hacer los últimos dos kilómetros por un pequeño camino estrecho de arena. Cuando hay marea baja puede accederse desde ella a las playas de Portacos y Peñadrada.
La anchura de la playa varía mucho por las mareas oscilando de los 76 metros (ancho en la pleamar) a los 100 metros.
Se trata de una playa de concha y está encajada. Es una playa aislada que la convierte en una zona ideal para el nudismo, por lo que es usualmente utilizada por aficionados a esta práctica. La profundidad de la zona de baños no excede del metro y medio aproximadamente y no existen declives, ni depresiones bruscas a lo largo de la misma. Las aguas, pese a su tendencia a remansarse, están limpias de rocas y algas. Además la corriente es escasa y el grado de peligrosidad de la playa es bajo.